# Karl Gotch
Charles „Karel” Istaz, znany również jako Karl Gotch, Karl Krauser oraz Kamisama (ur. 3 sierpnia 1924, zm. 28 lipca 2007) – belgijski zapaśnik walczący w obu stylach i wrestler. Olimpijczyk z Londynu 1948. Zajął ósme miejsce w stylu klasycznym i siódme w stylu wolnym. Walczył w kategorii do 87 kg.
W Japonii określany „bogiem” wrestlingu (jap. Kamisama), ze względu na jego wkład w promocję wrestlingu na terenie tego kraju oraz piętno jakie odcisnął na ukształtowanie się japońskiego stylu wrestlingu zwanego Puroresu.
Jako wrestler występował w takich federacjach jak: National Wrestling Alliance, American Wrestling Alliance, World Wide Wrestling Federation czy New Japan Pro-Wrestling.

## Letnie Igrzyska Olimpijskie 1948
| Konkurencja          | Rundy eliminacyjne     | Rundy eliminacyjne          | Rundy eliminacyjne   | Klas. końcowa |
| Konkurencja          | Przeciwnik I           | Przeciwnik II               | Przeciwnik III       | Miejsce       |
| -------------------- | ---------------------- | --------------------------- | -------------------- | ------------- |
| 87 kg styl klasyczny | Kelpo Gröndahl (FIN) P | Atanasios Kambaflis (GRE) Z | Gyula Kovács (HUN) P | 8.            |

| Konkurencja      | Rundy eliminacyjne      | Rundy eliminacyjne | Rundy eliminacyjne    | Klas. końcowa |
| Konkurencja      | Przeciwnik I            | Przeciwnik II      | Przeciwnik III        | Miejsce       |
| ---------------- | ----------------------- | ------------------ | --------------------- | ------------- |
| 87 kg styl wolny | Muharrem Candaş (TUR) P | wolny los Z        | Fritz Stöckli (SUI) P | 7.            |

## Wrestling
Jako wrestler debiutował w latach 50. XX wieku pod pseudonimem ringowym Karl Krauser, trenując pod okiem Billy’ego Rileya – wtedy też sięgał po pierwsze tytuły (German Heavyweight Championship i European Championship) federacji podległej National Wrestling Alliance – NWA Germany. Jeszcze w latach 50. przeniósł się do Stanów Zjednoczonych gdzie prowadził rywalizację z Lou Theszem i „Nature Boy” Buddym Rogersem i występował pod nowym pseudonimem jako Karl Gotch przyjmując to imię po dawnym amerykańskim wrestlerze Franku Gotchu. W latach 60. występował w Australii i Japonii, by kolejno w latach 70. powrócić do Stanów Zjednoczonych gdzie występował w federacji World Wide Wrestling Federation (WWWF), będącej własnością Vincenta J. McMahona. W World Wide Wrestling Federation występował w tag teamie z Rene Goulet, z którym sięgnął po tytuł WWWF World Tag Team Championship pokonując inauguracyjnych mistrzów Luke’a Grahama i Tarzana Tylera. Swoją ostatnią zawodową walkę stoczył w Nowy Rok 1982 pokonując Yoshiaki Fujiwarę swoim renomowanym rzutem German suplex.
Jeszcze w latach 70. i 80. pracował jako booker i trener wrestlingu w New Japan Pro-Wrestling. Wytrenował m.in. takich zawodników jak: Hideki Suzuki, Hiro Matsudę, Satoru Sayamę (Tiger Mask), Osamu Kido, Barry’ego Darsowa, Minoru Suzuki czy Yoshiaki Fujiwarę.

### Tytuły i osiągnięcia
- American Wrestling Alliance (Ohio)
  - AWA World Heavyweight Championship (1 raz)
- George Tragos/Lou Thesz Professional Wrestling Hall of Fame
  - Wprowadzony w 2009
- New Japan Pro-Wrestling
  - Real World Championship (2 razy)
  - Członek galerii sław Greatest 18 Club
- Professional Wrestling Hall of Fame and Museum
  - Wprowadzony w 2007
- Tokyo Sports
  - Service Award (2007)
- World Championship Wrestling (Australia)
  - IWA World Heavyweight Championship (1 raz)
- World Wide Wrestling Federation
  - WWWF World Tag Team Championship (1 raz) – z Rene Goulet
- Worldwide Wrestling Associates
  - WWA World Tag Team Championship (2 razy) – z Mikiem DiBiasem
- Wrestling Observer Newsletter
  - Wrestling Observer Newsletter Hall of Fame (wprowadzony w 1996)

## Życie osobiste i spuścizna
Urodził się w Belgii jako syn Węgra i Niemki, dorastał w Hamburgu trenując zapasy w stylu klasycznym.
Podczas występów w Japonii zyskał przydomek Kamisama (jap. „bóstwo”, „bóg”), ze względu na jego wkład w promocję wrestlingu w tym kraju. Styl jakim walczył Gotch w Japonii miał duży wpływ na Antonia Inokiego, który go przejął i spopularyzował  styl oparty na technikach submissionowych (poddania). Późniejsi wrestlerzy, których trenował Gotch założyli w 1984 federację promującą walki shoot wrestlingu (walki niezaplanowane scenariuszem oparte na wolnoamerykance) o nazwie Universal Wrestling Federation (UWF), która później wywarła duży wpływ na działalność dwóch największych organizacji wrestlingu w Japonii – All Japan Pro Wrestling (AJPW) i New Japan Pro-Wrestling (NJPW).
Po Karlu Gotchu nazwano rzut suplesowy o nazwie German suplex (pl. suples niemiecki), który często wykonywał ten ruch na swoich przeciwnikach. Gotch jest również uznawany za twórcę rzutów wykorzystywanych w wrestlingu takich jak wspomniany wcześniej German suplex oraz Cradle piledriver (Gotch-Style piledriver) wykonywany m.in. przez swojego ucznia – Minoru Suzuki.
Zmarł 28 lipca 2007 w wieku 82 lat w mieście Tampa na Florydzie. Był żonaty, miał córkę.